# ジャブダル
ジャブダル（ǯabdar）とはシベリア、エヴェンキ族の神話に登場する蛇の神。

## 概要
エヴェンキの神話の中で、ジャブダルはマンモスと共にシベリアの大地を創造した神として登場する。
シベリアの大地は、はじめ四方を海に囲まれた矮小な小島であった。その小島を人が居住できるように、マンモスが海底に堆積している岩塊を角で掘削し、積み上げて巨大な大陸を作った。ジャブダルはマンモスが岩塊を積み上げて作った大陸の上を這いずり回って地ならしを行い、大地を平坦にした。また、ジャブダルが這った軌跡には水が流れ込み、川が出来たという。
また、別の神話では、シベリアの大地にチュリュグディという隻腕、隻手、隻眼の容貌魁偉な怪物が現れ、元から生息していた動物達の安穏を脅かした時、ジャブダルがマンモスと共にチュリュグディを迎撃して撃退した。このチュリュグディとの戦いの中でジャブダルが這った跡が川になったと伝えられている。